# Michał Kazimierz Borodzicz
Michał Kazimierz Borodzicz herbu Brodzic – wojski trocki w latach 1699–1704, podwojewodzi trocki w latach 1698–1704, podczaszy brasławski w 1690 roku.
W 1697 roku jako sędzia kapturowy województwa trockiego był elektorem Augusta II Mocnego z tego województwa.